# جين بيكر (لاعب كرة قاعدة)
جين بيكر (بالإنجليزية: Gene Baker)‏ هو لاعب كرة قاعدة أمريكي، ولد في 15 يونيو 1925 في دافنبورت في الولايات المتحدة، وتوفي بنفس المكان في 1 ديسمبر 1999.

## وصلات خارجية
- جين بيكر على موقعبيزبول رفرنس.كوم (الدوري الرئيسي) (الإنجليزية)
- جين بيكر على موقعبيزبول رفرنس.كوم (الدوري الثانوي) (الإنجليزية)
- جين بيكر على موقع جمعية أبحاث البيسبول الأمريكية (الإنجليزية)
- جين بيكر على موقع قاعة آيوا للمشاهير الرياضية (الإنجليزية)
- جين بيكر على موقع الموسوعة البريطانية (الإنجليزية)